# 李燮陽
李燮陽（?—?），雲南省雲南府昆明縣人，清朝政治人物、同進士出身。
光緒十六年（1890年），参加光緒庚寅科殿試，登進士三甲89名。同年五月，授内阁中书。